# 百度糯米
百度糯米是百度公司旗下的一个团购品牌。原为人人网旗下的团购网站糯米网，后被百度公司收购更名为“百度糯米”，2022年宣布停运。

## 历史
2010年6月23日，千橡集团正式上线名为“糯米网”的团购网站，并指派千橡集团副总裁沈博阳负责其运营。其上线第一天，与北京成龙耀莱国际影城合作推出的超值电影票套餐，借助人人网的流量，以152165套的购买量创下了当时全球团购网站纪录，“糯米网”也因此一炮而红，
2013年8月，百度公司宣布将通过向糯米网战略投资1.6亿美元的方式，获得糯米网59%的股份。随后，双方于2013年10月完成该项交易。2013年12月，糯米网原CEO沈博阳宣布以个人原因辞职，百度方面委任百度公司副总裁刘骏为糯米网代理CEO。2014年1月24日，百度公司宣布将收购糯米网的全部剩余股份。同年3月，双方完成该项交易。百度方面将糯米网更名为“百度糯米”。
2015年2月，百度糯米从LBS事业部剥离，由百度副总裁曾良任总经理，市场份额一度在60个城市保持第一。
2016年年中，百度公司决意放弃O2O业务，百度糯米被归入搜索体系，逐渐放弃团购，全面转型为本地生活服务的广告业务。2022年8月，百度糯米发布下线公告，称其应用已于2022年8月31日从应用商店下架，并于2022年12月正式停止相关服务。